# 光之美少女 All Stars DX2 希望之光☆守護彩虹寶石！
『電影 光之美少女群星 DX2 希望之光☆守護彩虹寶石！』是日本2010年3月20日上映的電影動畫。此作品是第二次結集光之美少女系列的結合作品。
本作票房為11.5億日圓，計入通貨膨脹後為目前本動畫系列最高的一部電影。也是目前系列最高觀影人數紀錄，即使計入通貨膨脹影響，本作也是目前本系列動畫影史上目前表現最亮眼的作品（系列第一部票房超過11億日圓）。

## 故事簡介
花咲蕾和來海繪理香於某天早上醒來，發現希普蕾、可芙蕾不見了，照著精靈所留下的字條與地圖，來到了東京灣的「精靈樂園」，並在人群中找的了精靈，和遊客愛等四人一同參觀遊玩。不料海中的敵人「深海」，讓許多過去的敵人復活侵入，想奪取支撐樂園的彩虹寶石(レインボージュエル，Rainbow Jewel)。
沒想到，除了桃園愛一行人一樣和花咲蕾二人會變身成光之美少女外，身旁還出現了其他的戰士一同參戰。眼看樂園被敵人摧毀，彩虹寶石又位於樂園中的哪裡呢？

## 登場人物

### 光之美少女／光之美少女Max Heart
美墨渚／黑天使（Cure Black）
配音：本名陽子（日本）；傅其慧（台灣）；黃淑芬（香港）
雪城穗乃香／雪天使（Cure White）
配音：野上尤加奈（日本）；林美秀（台灣）；鄭麗麗（香港）
九條光／夏妮露米納斯（Shiny Luminous）
配音：田中理惠（日本）；楊凱凱（台灣）；羅孔柔（香港）
美波（Mepple）
配音：關智一（日本）；宋昱璁（台灣）；許盈（香港）
米波（Mipple）
配音：矢島晶子（日本）；林美秀（台灣）；何璐怡（香港）
保倫（Porun）
配音：池澤春菜（日本）；楊凱凱（台灣）；廖杏茵（香港）
露露（Lulun）
配音：谷井飛鳥（日本）；林沛笭（台灣）；吳羨婷（香港）

### 光之美少女 Splash Star
日向咲／花天使／月天使（Cure Bloom／Cure Bright）
配音：樹元織江（日本）；傅其慧（台灣）；林元春（香港）
美翔舞／舞天使／風天使（Cure Egret／Cure Windy）
配音：榎本溫子（日本）；林沛笭（台灣）；梁少霞（香港）
弗拉比（Flappy）
配音：山口勝平（日本）；楊凱凱（台灣）；黃玉娟（香港）
喬比（Choppy）
配音：松來未祐（日本）；林沛笭（台灣）；鄭麗麗（香港）
姆姆（Mupu）
配音：淵崎有里子（日本）；林美秀（台灣）；沈小蘭（香港）
芙芙（Fupu）
配音：岡村明美（日本）；林沛笭（台灣）；何璐怡（香港）

### Yes! 光之美少女5／Yes! 光之美少女5 GoGo！
夢原望／夢天使（Cure Dream）
配音：三瓶由布子（日本）；楊凱凱（台灣）；林元春（香港）
夏木玲／火天使（Cure Rouge）
配音：竹內順子（日本）；傅其慧（台灣）；劉惠雲（香港）
春日野麗／檸檬天使（Cure Lemonade）
配音：伊瀨茉莉也（日本）；林美秀（台灣）；何璐怡（香港）
秋元小町／薄荷天使（Cure Mint）
配音：永野愛（日本）；楊凱凱（台灣）；林芷筠（香港）
水無月香戀／水天使（Cure Aqua）
配音：前田愛（日本）；馮嘉德（台灣）；朱妙蘭（香港）
米露／美美野來未／紫天使（Milk／Milky Rose）
配音：仙台惠理（日本）；馮嘉德（精靈）、傅其慧（人類）（台灣）；鄭麗麗（精靈）、梁少霞（人類）（香港）
可可（Coco）
配音：草尾毅（日本）；林美秀（精靈）、陳彥鈞（人類）（台灣）；許盈（精靈）、林筠翔（人類）（香港）
果果（Nuts）
配音：入野自由（日本）；傅其慧（精靈）、吳文民（人類）（台灣）；謝潔貞（精靈）、曹啟謙（人類）（香港）
普普（Syrup）
配音：朴璐美（日本）；林美秀（台灣）；陳琴雲（精靈）、張裕東（人類）（香港）

### 光之美少女：幸福精靈Fresh!
桃園愛／桃天使／愛情精靈（Cure Peach）
配音：沖佳苗（日本）；林美秀（台灣）；魏惠娥（香港）
蒼乃美希／莓天使／希望精靈（Cure Berry）
配音：喜多村英梨（日本）；林沛笭（台灣）；黃瑩瑩（香港）
山吹祈里／鳳梨天使／祈願精靈（Cure Pine）
配音：中川亞紀子（日本）；傅其慧（台灣）；陳皓宜（香港）
伊絲／東剎那／百香果天使／幸運精靈（Eas／Cure Passion）
配音：小松由佳（日本）；馮嘉德（台灣）；林芷筠（香港）
塔多（Tarte）
配音：松野太紀（日本）；吳文民（台灣）；黃啟昌（香港）
希風（Chiffon）
配音：興梠里美（日本）；傅其慧（台灣）；林元春（香港）

### 光之美少女：甜蜜天使！
花咲蕾／花蕾天使（Cure Blossom）
配音：水樹奈奈（日本）；楊凱凱（台灣）；劉惠雲（香港）
來海繪理香／海洋天使（Cure Marine）
配音：水澤史繪（日本）；林美秀（台灣）；張頌欣（香港）
希普蕾（Shypre）
配音：川田妙子（日本）；林美秀（台灣）；成瑤孆（香港）
可芙蕾（Coffret）
配音：熊井統子（日本）；林沛笭（台灣）；陳皓宜（香港）

### 彩虹天使（Cure Rainbow）
全體光之美少女得到彩虹寶石的力量所進化成彩虹天使。部分衣服是個別電影版中的強化型態，沒有強化型態的人亦有了新姿態。Splash Star中日向葵與美翔舞為彩虹天使型態下，衣服為過去二種變身形態的合體「月光花、微風鳥」。
全體必殺技
光之美少女 彩虹寶石解放（Precure Rainbow Jewel Solution）
17人光之美少女結合彩虹寶石的力量，對著敵人釋放出七彩的光芒。

### 敵人
深海（Bottom）
配音：梁田清之（日本）；陳彥鈞（台灣）；朱子聰（香港）
一千年後自深海的黑暗中復活的敵人，讓光之美少女的宿敵們復活，藉此奪取彩虹寶石。因為經由Bottom復活，有時會出現其意識侵入幹部們之中的描寫。一開始為黑影的樣子，後來結合所有復活的敵人後，變為頭部有如鯊魚的巨大魔怪，最終被全體光之美少女使出“光之美少女彩虹寶石解放”消滅。
以下敵對角色曾在TV版出現過，藉由深海的力量將這些陣亡的敵對角色復活並與主要角色再次對抗，最後全員和深海合體（拉卡斯除外）。
※註：下表敵對角色的日本配音員與TV版相同
《光之美少女Max Heart》
- 拉卡斯（ウラガノス，Uraganos）

配音：高木涉（日本）；吳文民（台灣）；陳灝瑋（香港）
在精靈樂園先與鳳梨天使交戰，最終捕捉妖精們時被希風用「奇跡手電筒」消滅。
《光之美少女Splash Star》
- 樹魔人（カレハーン，Karehan）

配音：千葉一伸（日本）；陳彥鈞（台灣）；曹啟謙（香港）
與阿拉庫內婭聯手交戰FRESH光之美少女！，與桃天使及百香果天使交戰，最後和深海合體。
- 火焰倫巴（モエルンバ，Moerumba）

配音：難波圭一（日本）；宋昱璁（台灣）；梁偉德（香港）
與水靈夫人、哈廸尼亞聯手交戰Yes! 光之美少女5／Yes! 光之美少女5 GoGo！，與夢天使、火天使、檸檬天使、薄荷天使和水天使交戰，最後和深海合體。
- 水靈夫人（ミズ・シタターレ，Ms. Shitatare）

配音：松井菜櫻子（日本）；馮嘉德（台灣）；許盈（香港）
與火焰倫巴、哈廸尼亞聯手交戰Yes! 光之美少女5／Yes! 光之美少女5 GoGo！，與夢天使、火天使、檸檬天使、薄荷天使和水天使交戰，最後和深海合體。
- 金肉王（キントレスキー，Kintoleski）

配音：小杉十郎太（日本）；宋昱璁（台灣）；陳廷軒（香港）
在精靈樂園先與桃天使交戰，後與黑天使交戰，最後和深海合體。
《Yes! 光之美少女5／Yes! 光之美少女5 GoGo！》
- 阿拉庫內婭（アラクネア，Arachnea）

配音：澤海陽子（日本）；楊凱凱（台灣）；詹健兒（香港）
與樹魔人聯手交戰FRESH光之美少女！，與苺天使及鳳梨天使交戰，最後超獸化和深海合體。
- 哈廸尼亞（ハデーニャ，Hadenya）

配音：小宮和枝（日本）；林沛笭（台灣）；袁淑珍（香港）
與火焰倫巴、水靈夫人聯手交戰Yes! 光之美少女5／Yes! 光之美少女5 GoGo！，與紫天使交戰，最後超獸化和深海合體。
- 涅凡達哥斯（ネバタコス，Nebatakos）

配音：島田敏（日本）；吳文民（台灣）；陳廷軒（香港）
與花天使交戰，最後超獸化和深海合體。
- 穆卡迪亞（ムカーディア，Mucardia）

配音：置鮎龍太郎（日本）；陳彥鈞（台灣）；關令翹（香港）
在精靈樂園先與百香果天使交戰，後與雪天使交戰，最後超獸化和深海合體。
《光之美少女：幸福精靈Fresh!》
- 諾莎（Northa）

配音：渡邊美佐（日本）；傅其慧（台灣）；黃玉娟（香港）
在精靈樂園先與苺天使交戰，後與舞天使交戰，最後超獸化和深海合體。

## 主題曲
片頭曲：キラキラkawaii! プリキュア大集合 ～キボウの光～「亮晶晶kawaii!光之美少女大集合♪ ～希望之光～」
作詞：青木久美子，作曲：小杉保夫，編曲：大石憲一郎，主唱：池田彩（和聲：Young Fresh）
片尾曲：17jewels ～プリキュアメドレー2010～「17jewels ～光之美少女組曲2010～」
編曲：大石憲一郎，主唱：池田彩、工藤真由（和聲：Young Fresh）

## 製作人員
- 原作：東堂泉
- 劇本：村山功
- 製作擔當：末竹憲
- 美術：平澤晃弘
- 美術監督：平間由香
- 色彩設計：澤田豐二
- 原創人物設計：稻上晃、川村敏江、香川久、馬越嘉彥
- 人物設計：青山充
- 作畫監督：青山充
- 監督：大塚隆史
- 製作：電影光之美少女All Star 2製作委員會（東映動畫、東映、萬代、アサツー・ディ・ケイ、朝日電視台、Marvelous Entertainment、木下工務店）
- 動畫制作：東映動畫
- 版權表記：

## 註解
1. ↑  東森幼幼台
2. ↑  松來未祐已於2015年10月27日因病過世。
3. ↑  松野太紀已於2024年6月26日因病過世。
4. ↑  梁田清之已於2022年11月14日因病過世。

1. ↑  2018年的12.14億日圓，HUG！光之美少女♡光之美少女 All Stars Memories目前結果為11.5億日圓。

## 外部連結
- 電影 光之美少女 All Stars DX2 希望之光☆守護彩虹寶石！（页面存档备份，存于）

| 東森幼幼台 星期五16:00~17:30 | 東森幼幼台 星期五16:00~17:30                                        | 東森幼幼台 星期五16:00~17:30 |
| ---------------------------- | ------------------------------------------------------------------- | ---------------------------- |
|                              | 光之美少女 All Stars DX2 希望之光☆守護彩虹寶石！ （2012年12月21日） |                              |
| 翼飛沖天 （ep. 1～24）       | 翼飛沖天 （ep. 25～）                                               |                              |

| 香港 無線電視翡翠台 星期三 09:10~10:35                                                       | 香港 無線電視翡翠台 星期三 09:10~10:35                                       | 香港 無線電視翡翠台 星期三 09:10~10:35                                                     |
| -------------------------------------------------------------------------------------------- | ---------------------------------------------------------------------------- | ------------------------------------------------------------------------------------------ |
|                                                                                              | 光之美少女All Stars DX 2-守護精靈樂園 （2015年7月1日）                       |                                                                                            |
| 交易現場 ↓ 滬港互通 ↓ 超級勁歌推介 ↓ 快樂長門人 ↓ 楚留香 重播 ↓ 建元風雲 重播 (09:00－11:30) | 交易現場 ↓ 滬港互通 ↓ 超級勁歌推介 ↓ 快樂長門人 ↓ 楚留香 重播 (09:00－11:00) |                                                                                            |
| 星期二 09:10~10:40                                                                           |                                                                              |                                                                                            |
| 交易現場 ↓ 滬港互通 ↓ 超級勁歌推介 ↓ 快樂長門人 ↓ 包青天 重播 ↓ 紅高粱 重播 (09:00－11:30)   | 光之美少女All Stars DX 2-守護精靈樂園 重播 （2017年4月4日）                  | 交易現場 ↓ 滬港互通 ↓ 超級勁歌推介 ↓ 快樂長門人 ↓ 包青天 重播 ↓ 紅高粱 重播 (09:00－11:30) |

1. ↑  中文台節目表. 2017-04-04.